# Vergine in gloria e santi
La Vergine in gloria e santi è un dipinto a olio su tavola (350x225 cm) di Giovanni Bellini, databile al 1510-1515 circa e conservato nelle Gallerie dell'Accademia di Venezia.

## Storia
L'opera mostra evidenti gli stilemi dell'ultima fase dell'arte di Bellini. Venne dipinta, probabilmente con l'ausilio della bottega, per la chiesa di Santa Maria degli Angeli a Murano. Dopo essere stata trasferita nella vicina chiesa di San Pietro Martire fu infine destinata alle Gallerie dell'Accademia.
La pala mostra affinità con la Pala di Asolo di Lorenzo Lotto, di qualche anno anteriore, dimostrando la continua evoluzione dell'artista e la sua capacità di recepire le novità anche da artisti più giovani di lui.

## Descrizione e stile
La tavola presenta l'iconografia dell'Assunzione della Vergine, con la statuaria Maria, raffigurata in età giovane, che sembra ascendere sullo sfondo di un limpido paesaggio di colline e castelli tra qualche cherubino e serafino mimetizzato tra le nubi.
Al posto dei tradizionali apostoli si trova, però, un gruppo di otto santi in estasi, che fa piuttosto pensare a un'apparizione in gloria di Maria, e  che sono rappresentati su una specie di terrazza con pavimento a scacchiera, separata dal paesaggio tramite un parapetto. Lo spazio in cui è collocato il gruppo dei santi ricorda la Pala di Castelfranco. Vi si riconoscono: Marco, Giovanni evangelista, Luca, Francesco d'Assisi (col saio e le stimmate), Ludovico di Tolosa (il vescovo giovane), Antonio Abate (col bastone), Agostino e Giovanni Battista. 
Tali rappresentazioni divennero diffuse come esaltazione dell'Immacolata concezione.
Il paesaggio mostra l'effetto di una luce chiara che fonde, tramite il pulviscolo atmosferico, i soggetti e lo sfondo, secondo la tecnica del tonalismo. I cavalieri e il pastore sono forse due simboli di vita attiva e vita contemplativa.